# Benjamin Melniker
Benjamin Melniker (Bayonne, 25 maggio 1913 – Roslyn Harbor, 26 febbraio 2018) è stato un produttore cinematografico statunitense, noto soprattutto per i suoi lavori su Batman nella serie di film e nei lungometraggi animati.

## Filmografia su Batman
- Batman (1989)
- Batman - Il ritorno (1992)
- Batman: La maschera del Fantasma (1993)
- Batman Forever (1995)
- Batman & Robin (1997)
- Batman & Mr. Freeze: SubZero (1998)
- Batman of the Future: Il ritorno del Joker (2000)
- Batman: Il mistero di Batwoman (2003)
- Catwoman (2004)
- Batman Begins (2005)
- Il cavaliere oscuro (2008)